# Kojo Annan
Kojo Adeyemo Annan (født 25. juli 1973) er en schweizisk-ghanesisk forretningsmand og søn af FNs tidligere generalsekretær Kofi Annan.